# Atlzayanca
Atlzayanca är en ort i Mexiko.   Den ligger i kommunen Atltzayanca och delstaten Tlaxcala, i den sydöstra delen av landet, 140 km öster om huvudstaden Mexico City. Atlzayanca ligger 2 603 meter över havet och antalet invånare är 3 826.
Terrängen runt Atlzayanca är kuperad norrut, men söderut är den platt. Terrängen runt Atlzayanca sluttar söderut. Runt Atlzayanca är det ganska tätbefolkat, med 104 invånare per kvadratkilometer. Närmaste större samhälle är Huamantla, 18,8 km sydväst om Atlzayanca. Trakten runt Atlzayanca består till största delen av jordbruksmark.